# Elecciones estatales de Renania-Palatinado de 1987
La elección del estado de Renania-Palatinado de 1987 (Alemania) se celebró el 17 de mayo. El gobierno en mayoría del primer ministro Bernhard Vogel (CDU) perdió su mayoría absoluta y debió formar una coalición con el FDP. Los Verdes entraron por primera vez en el parlamento estatal. 

## Antecedentes
Un gobierno en mayoría de la CDU bajo el primer ministro Bernhard Vogel había sido elegido en 1983. El único partido de la oposición en el parlamento había sido el SPD.

## Resultados
Los resultados fueron:
| Partido | Partido   | Votos     | %     | Escaños | Escaños 1983 |
|         | CDU       | 981.412   | 45,07 | 48      | 57           |
|         | SPD       | 844.241   | 38,77 | 40      | 43           |
|         | FDP       | 158.964   | 7,30  | 7       |              |
|         | GRÜNE     | 128.653   | 5,91  | 5       |              |
|         | FWG       | 31.869    | 1,46  |         |              |
|         | NPD       | 18.227    | 0,84  |         |              |
|         | ÖDP       | 9.580     | 0,44  |         |              |
|         | DKP       | 2.734     | 0,13  |         |              |
|         | Patrioten | 1.634     | 0,08  |         |              |
| Total   | Total     | 2.177.314 |       | 100     | 100          |